# Grängen, Västmanland

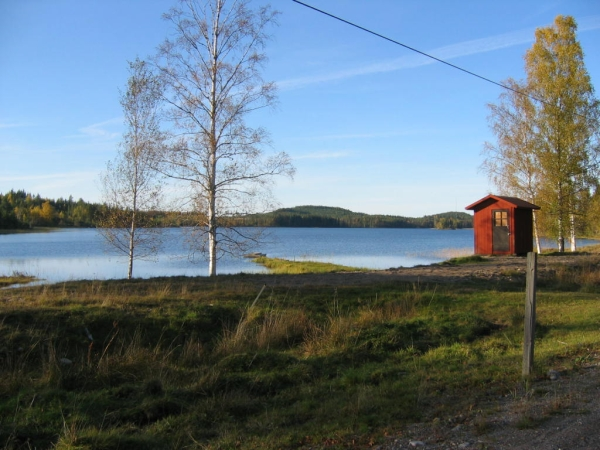
Hästnäsviken, oktober 2009.

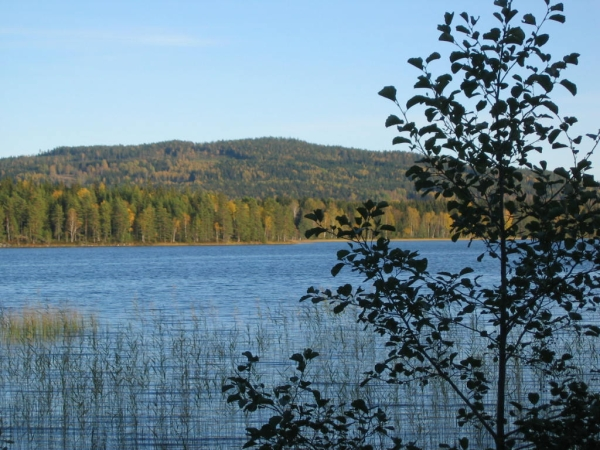
Gårdvikaberget över Grängen, 2009.

Grängen är två insjöar i norra Örebro län, Hällefors kommun.
Sjösystemet Stora och Lilla Grängen är beläget i östra delen av Hällefors kommun. Sjöarna tillhör Arbogaåns vattensystem. Sjön är belägen i naturskön miljö, med möjlighet till jakt och fiske. I sydväst har sjösystemet utlopp genom Rastälven (även kanotled) och Grängshytteforsarna i Grängshyttan är en sevärdhet.
Öster om Lilla Grängen finns sjön Ånsjöagen. Intill denna ligger byn Grängen.
Ånsjöagen förbinds genom en mindre bäck med Stora och Lilla Ånsjön. I dess närhet ligger byn Hjuljärn samt gruvan Slotterberget. I gruvområdet finns en vandringsled, med intressanta gruvminnen från den tid då gruvan var i drift. Banvallen för den gamla hästbanan för transport av malm från gruvan kan följas från gruvområdet till Ånsjöagen, där malmen fraktades vidare på pråmar. Hjuljärn är i trakten mest känt från den tid då dans anordnades i Hjuljärns loge vid midsommar, numera hålls sedan några år en spelmansstämma under augusti.
Nordost om Lilla Grängen ligger Hästnäsviken. På udden mellan sjön och viken ligger Stora Hästnäs gård från slutet av 1800-talet där Örebro kommun under många år förr i tiden bedrev koloniverksamhet.
Norr om Grängen ligger Gårdvikaberget, 363 m ö.h. Från berget har man fin utsikt över sjösystemet, även om växtligheten de senaste åren delvis skymmer sikten. Bergslagsleden passerar i närheten och erbjuder en del utmaningar, bland annat stigningen upp mot Kindlahöjden där det finns ett utsiktstorn med milsvid utsikt åt alla väderstreck.
I den norra delen av Stora Grängen ligger Södra Hyttan (tillhörde Aktiebolaget Stjernfors-Ställdalen) med sin under sommaren välbesökta unika bokloppis.